# Хроника бешеных дней
«Хроника бешеных дней» — восьмой студийный альбом уфимской группы Lumen.

## Об альбоме
В феврале 2016 года было официально объявлено о работе над альбомом. В этот момент были готовы четыре композиции. Некоторые песни с готовившейся к выходу пластинки исполнялись на концертах. 9 декабря альбом поступил в продажу в интернет магазинах. 13 декабря стал доступен для прослушивания в широком доступе. Деньги на запись альбома были собраны благодаря краудфандинговой акции на сайте Planeta.ru.
Альбом состоит из 12 треков. На  песни «Голоса мира» и «Истина» были сняты клипы.
В марте 2017 года песня «Привык» стартовала в эфире «Нашего радио», а также получила место в хит-параде «Чартова дюжина».

## Рецензии
Альбом занял 13-е место в списке «15 примечательных новых альбомов» по версии сайта Colta.ru:

«Lumen ставят слово «война» уже в третьей строчке своей новой пластинки. То, что им показывают в окне, телевизоре и мониторе, Lumen не только ужасает, но и воодушевляет — на новой пластинке они играют с решительной звонкой яростью людей, вставших с топорами и вилами перед собственным домом защищать его до последнего вздоха. Да и слово «бешеных» в названии нового альбома — не вполне преувеличение; Lumen тут чуть ли не в каждой второй песне разгоняются до свирепых скоростей, опасно искря и кренясь на поворотах. Эти праведные энергия и злость группе с почти двадцатилетним стажем очень к лицу».

— Сергей Мезенов, Colta.ru.
В своей рецензии музыкальный обозреватель Алексей Мажаев отметил:

«С первых секунд диск берёт отличный темп и демонстрирует правильный градус агрессивности — при этом Тэм чётко следит за тем, чтобы все слова были различимы и понятны. Тексты песен поднимают философские и мировоззренческие вопросы, что порой вступает в противоречие с отточенной аранжировочной беспощадностью. Вероятно, этим альбомом «Люмен» приучает аудитории к мысли, что альтернативный рок и тексты на острые темы могут успешно сочетаться с мелодичными припевами и отсутствием инструментальной расхлябанности».

## Список композиций
| №   | Название                   | Длительность |
| --- | -------------------------- | ------------ |
| 1.  | «Истина»                   | 3:15         |
| 2.  | «Сын. Дом. Дерево.»        | 3:50         |
| 3.  | «Хроника бешеных дней»     | 3:31         |
| 4.  | «Зов»                      | 3:21         |
| 5.  | «Волкодав»                 | 3:33         |
| 6.  | «Никто не будет в стороне» | 2:45         |
| 7.  | «Голоса мира»              | 4:51         |
| 8.  | «Выше!»                    | 2:39         |
| 9.  | «Учились жить»             | 3:37         |
| 10. | «Кто ты?»                  | 2:59         |
| 11. | «Доктор Время»             | 3:35         |
| 12. | «Привык»                   | 4:24         |

## Участники записи
- Рустем «Тэм» Булатов — вокал, семплы, клавишные, шумы
- Игорь «Гарик» Мамаев — гитара, акустическая гитара, бэк-вокал
- Евгений «Шмель» Тришин — бас-гитара
- Денис «Дэн» Шаханов — ударные.